# Vép
Vép je mesto na Madžarskem, ki upravno spada pod Sombotelsko okrožje Železne županije.